# Ängelsberg
Pour la localité au Luxembourg, voir Angelsberg.
Ängelsberg est une localité de la commune de Fagersta, dans le comté de Västmanland en Suède. Elle est située sur les rives du lac Åmänningen et le long de la ligne de chemin de fer Bergslagspendeln.
La localité est intimement liée à l'histoire des forges d'Engelsberg. En effet, elle est fondée par Englika sous le nom Englikobenning (le bâtiment/le fourneau d'Englika), qui y construit un haut fourneau et des forges. L'activité métallurgique est conduite en parallèle à l'agriculture et la sylviculture par des bergsmän. À partir de 1681, le site passe progressivement sous le contrôle de la noblesse et prend le nom d'Engelsberg. L'importance des forges permet au village d'obtenir d'excellentes infrastructures, étant situé sur le canal de Strömsholm (1795) et sur la ligne Engelsberg–Norberg (1856). À la fin du XIXe siècle, l'activité des forges décline, mais celui-ci est compensé par le développement de la raffinerie Engelsbergs oljefabrik à partir de 1875. Le village devient aussi un lieu de rencontre d'artistes, tels que Olof Arborelius, Arvid Mauritz Lindström,  Ernst Lundström et Axel Fahlcrantz (appelés les peintres d'Engelsberg, Engelsbergsmålarna), mais aussi des architectes dont Isak Gustaf Clason en particulier qui marqua le paysage avec les trois villas Ulvaklev, Hvilan et Odensnäs.
De nos jours, le tourisme est une source de revenus importante, Engelsbergs oljefabrik étant l'une des plus anciennes raffineries au monde toujours préservée, et les forges d'Engelsberg étant classées au patrimoine mondial.